# Shafik Batambuze
Shafik Bhuchu Batambuze (né le 14 juin 1994 à Jinja en Ouganda) est un joueur de football international ougandais, qui évolue au poste de milieu de terrain.

## Biographie

### Carrière en sélection
Il joue son premier match en équipe d'Ouganda le 8 novembre 2016, en amical contre la Zambie (défaite 0-1).
En janvier 2017, il participe à la Coupe d'Afrique des nations organisée au Gabon.

## Palmarès
Tusker
- Championnat du Kenya (1) :
  - Vainqueur : 2016.